# Tetzicapan
Tetzicapan är en ort i Mexiko.   Den ligger i kommunen Zacualpan och delstaten Mexiko, i den södra delen av landet, 100 km sydväst om huvudstaden Mexico City. Tetzicapan ligger 1 928 meter över havet och antalet invånare är 314.
Terrängen runt Tetzicapan är huvudsakligen kuperad, men åt sydväst är den bergig. Runt Tetzicapan är det ganska tätbefolkat, med 54 invånare per kvadratkilometer. Närmaste större samhälle är Ixtapan de la Sal, 18,2 km nordost om Tetzicapan. I omgivningarna runt Tetzicapan växer huvudsakligen savannskog.